# Komet Shoemaker-LINEAR
Komet Shoemaker-LINEAR  (uradna oznaka 146P/Shoemaker-LINEAR) je periodični komet z obhodno dobo približno 8,1 let.
Pripada Jupitrovi družini kometov.

## Odkritje
Komet sta odkrila 26. septembra 1984 ameriška astronoma  Carolyn Jean Spellmann Shoemaker in Eugene Merle Shoemaker. Komet je bil odkrit tudi v okviru programa LINEAR.